# Milagros (telenovela peruana)
Milagros es una telenovela peruana producida por José Enrique Crousillat para América Televisión. Es una adaptación de la telenovela venezolana de 1982 La heredera, creación original de la fallecida cubana Delia Fiallo.
Fue protagonizada por Sonya Smith y Roberto Mateos, con las participaciones antagónicas de Yvonne Frayssinet, Malena Elías y Reynaldo Arenas y cuenta con las actuaciones estelares de Roberto Vander, Juan Vitali, Karina Calmet, Virna Flores, Hugo Cosiansi y Paul Martin.

## Trama
La novela nos cuenta la historia de dos familias rivales: Los Echevarría y Los De La Torre. Una de las cabezas principales de esta última familia, la malvada Lucrecia, contrata a unos asesinos encabezados por Leoncio Peña "Jaguar" para aniquilar a todos los Echevarría en una reunión social que tenían: la boda de Raquel Echevarría con John Wilson. Se produce la masacre y el clan Echevarría deja de existir en medio del fuego y la sangre. Pero hubo dos sobrevivientes: Raquel y su sobrino José Antonio. Producto de la golpiza y violación que sufriera Raquel por "Jaguar" momentos antes del incendio, queda embarazada de Melissa. Tras lo ocurrido, Raquel se vuelve una mujer fría y con ansias de venganza.
Por otro lado, Rafael De La Torre, hermano de Lucrecia y máxima autoridad en el clan De La Torre, tiene amoríos con la sirvienta de la familia, quien queda embarazada y al saber que Rafael le pide que aborte al bebé, ella abandona la casa de la familia y da a luz en un convento. Minutos después, muere no sin antes pedirle a las monjas que llamen Milagros a la niña.
Pasado el tiempo, Milagros crece y se vuelve una chica bonita, inteligente y emprendedora, pero tiene un problema en una pierna y descubre sobre su pasado. Tras la muerte de Rafael en un accidente automovilístico, éste deja en su testamento que sus bienes quedarán a manos de la hija bastarda que tuvo, lo que provoca una gran ira entre los miembros de su familia, en especial en Lucrecia, que estaba decidida a obtenerlo todo. Paralelamente, José Antonio ya es todo un hombre inteligente y entrenado por su tía Raquel, se infiltra en la familia De La Torre, para comenzar con el plan de venganza por la muerte de su familia. Pero en su venganza encontrará a Milagros y el amor rápidamente crecerá entre ellos, aunque esté de por medio un oscuro pasado, lleno de muerte, dolor y desgracias, sin contar el eterno enfrentamiento que tendrán Lucrecia y Raquel, que provocará más de una desgracia alrededor de los protagonistas. Finalmente Milagros y José Antonio logran ser felices y terminan casándose.

## Elenco
- Sonya Smith ... Milagros De La Torre Vargas de Echevarría  / Chachita Vargas
- Roberto Mateos ... José Antonio Echevarría de la Piedra
- Yvonne Frayssinet ... Lucrecia De La Torre de Muñoz, Condesa de Santana del Sol
- Malena Elías ... Raquel Echevarría Romero Vda. de Wilson
- Juan Vitali ... Gerardo Bellido
- Roberto Vander ... Benjamin Muñoz, Conde de Santana del Sol
- Hugo Cosiansi ... Juan Bermúdez
- Karina Calmet ... Fernanda Muñoz De La Torre
- Virna Flores ... Lucía Muñoz De La Torre
- Gonzalo Revoredo ... Sebastián / Marcos Muñoz De La Torre
- Mari Pili Barreda ... Raquel Echevarría (joven) / Melissa Wilson Echevarría
- Alberto Ísola ... Rafael De La Torre
- Regina Alcóver ... Teresa Rosas de Bellido
- Reynaldo Arenas ... Leoncio "Jaguar" Peña
- Paul Martin ... Martín Bellido Rosas
- Norma Martínez ... Coca Ferrari
- Karlos Granada ... Dr. Benítez
- Mirna Bracamonte ... Blanca Rivera de San Martín
- Hertha Cárdenas ... Consuelo Rivera
- Ana María Jordán ... Carlota de Ávalos
- Attilia Boschetti ... Micaela "Chela"
- Ana Cecilia Natteri ... Margarita Manrique
- Ruth Razzeto ... Rosa de Bermúdez
- Carlos Mesta ... Celso / Benito López
- Tatiana Astengo ... Irene "Body" Ramírez
- Saskia Bernaola ... Rossy Bermúdez
- Renato Rossini ... Juan "Juanito" Bermúdez Jr.
- María Pía Ureta ... Mariana Ávalos
- William Bell Taylor ... Pablo San Martín Rivera
- Melania Urbina ... Macarena San Martín Rivera
- Jesús Delaveaux ... Jesús Rivera
- Rafael Santa Cruz ...  Sergio Zárate
- Paco Varela ...  Godofredo "Godo" del Águila
- Fabrizio Aguilar ... Renzo Malatesta
- Nadia Berdichevsky ... Silvia Zapata
- Mario Velásquez ... Héctor Medina
- Milagros Cabanillas ... Marcela Córdova
- Roger del Águila ... Felipe "Pipo" Guzmán
- Irene Eyzaguirre ... Teodora Cárdenas
- Marisa Minetti ... Claudia Rosales
- Andrea Montenegro ... Erika Zevallos
- Milene Vásquez ... Paloma Manrique
- Milagros Vidal ... Reneé
- Bernie Paz ... Gringo Velaochaga
- Fernando de Soria ... Peter Farfán
- Fernando Pasco ... Rambo
- Rodrigo Sánchez Patiño ... Robin
- Carlos Tuccio ... Bernardo
- Jimena Lindo ... Sandra
- Javier Valdés ... Gabriel del Solar
- Miguel Iza ... Gonzalo
- Javier Delgiudice ... Daniel Echevarría
- Fanny Rodríguez ... Norma de la Piedra
- Bruno Ascenzo ... Rodrigo Echevarría de la Piedra
- María Rodríguez...María Fernanda "Marifé" Echevarría de la Piedra
- Armando Mayta ... José Antonio Echevarría de la Piedra (niño)
- Juan Martín Mercado ... John Wilson
- Pedro Olórtegui ... Ernesto Echevarría
- Anita Schawartzman ... Elvira Romero
- Ramón García ... Cerúleo Pérez Torres
- Ricardo Mejía ... Homero "Gordo" López Rabanal

## Versiones
- La primera versión de esta telenovela fue la producción venezolana "La heredera", producida por Venevisión en 1982. La protagonizaron Hilda Carrero, Eduardo Serrano y Eva Blanco.

- La siguiente versión fue la telenovela de 1993 Guadalupe, producida por la productora estadounidense Capitalvision International Corporation y la Televisión Española, filmada en la ciudad de Miami y protagonizada por Adela Noriega, Eduardo Yáñez y la primera actriz Zully Montero.